# Bentué de Nocito
Bentué de Nocito es una localidad y antiguo municipio de España en la provincia de Huesca, Aragón. Actualmente pertenece al municipio de Sabiñánigo, en la comarca del Alto Gállego. El pueblo se encuentra dentro del área periférica de protección del Parque natural de la Sierra y los Cañones de Guara.

## Historia
- En 1834 el pueblo de Bentué de Nocito forma un ayuntamiento y municipio propio.
- En el censo de 1842 la población del municipio de Bentué de Nocito era de 6 hogares y 45 almas.
- Antes del censo de 1857 el municipio de Bentué de Nocito desaparecerá integrándose en el municipio de Bara y Miz.
- Durante la década de los años 1960 el pueblo se deshabita completamente.
- A finales del siglo XX y principios del XXI se repuebla nuevamente, aunque con un único habitante.

## Demografía

### Localidad
| 40                    | 39 | 48 | 35 | 35 | 30 | 21 | - | - | - | 1 | 1 | 1 |
| (Fuente: IAEST e INE) |    |    |    |    |    |    |   |   |   |   |   |   |

### Municipio
| 45                        | - | - | - | - | - | - |
| (Fuente: INE [Consultar]) |   |   |   |   |   |   |

## Monumentos
Su parroquia, en estado ruinoso es de origen románico, modificada en el siglo XVII.